# Maurice (livro)
Maurice é um romance escrito por E. M. Forster a partir de 1913 (última revisão cerca de 1960) mas apenas publicada postumamente em língua inglesa em 1971.

## Resumo
Maurice é a história da lenta auto-descoberta e aceitação da sexualidade por um jovem aristocrata inglês. Maurice Hall, personagem-título e alter ego de Forster, é um jovem da alta burguesia rural inglesa que perde o pai ainda na infância e é criado sem uma referência masculina forte. Quando atinge a idade adulta, vai estudar em Cambridge. Na tradicional cidade universitária, conhece Clive Durham, aristocrata por quem se apaixona e com que vive uma história de amor clandestina e platônica, embora partilhada. Clive acredita que, enquanto o sentimento que os une não se concretizar no plano físico, permanecerá puro. Maurice, no entanto, não se sente da mesma forma e acumula anos de frustração por não poder consumar seu amor.
O idílio entre Maurice e Clive chega ao fim quando um amigo comum, de origem nobre, é preso e levado a julgamento por assediar publicamente o mensageiro de um hotel. O escândalo faz com que Clive decida romper sua relação com Maurice sob a alegação de que a homossexualidade pode acabar por destruir suas vidas. Quer se casar, constituir família e seguir carreira na política. Qualquer mancha em sua conduta pode impedi-lo de concretizar seus planos. Resta ao protagonista conformar-se com o papel de amigo e tentar, de todas formas, libertar-se também de seus instintos. Mas não consegue.
Um posfácio revela, ainda que nas entrelinhas, que não é mera coincidência a semelhança entre os dilemas de Maurice e Forster, apesar de o personagem não ser um escritor ou um intelectual. O livro, no entanto, reserva ao seu herói um final feliz, romântico. Contrariando todas as normas vigentes, Maurice decide abrir mão de sua posição social para viver uma paixão proibida, por um jovem de classe social muito inferior, uma espécie de primo distante de Leonard Bast, anti-herói de Howard's End. 
Como Bast, o jardineiro Alec Scudder (os ecos aqui de O Amante de Lady Chatterley, clássico do erotismo de D. H. Lawrence, não surgem ao mero acaso) representa o início inevitável de uma quebra nos rígidos limites que separam as classes sociais na Inglaterra eduardiana. O mundo começava a mudar, para nunca mais ser o mesmo.

## Origem e reacção
Após a sua publicação o livro foi criticado pelo seu final feliz, dito "irreal". Aparentemente Forster terá sido inspirado em acontecimentos reais, mais precisamente na vida de Edward Carpenter e do seu parceiro para a vida, George Merrill. Carpenter era um académico formado em Cambridge que trocou uma vida da alta-sociedade para ser jardineiro e hortelão com o seu amado de "classe baixa" George Merrill. Forster atribuiu a Carpenter o seu "despertar" homossexual, que teria sido devido a um contacto físico irrelevante, mas inédito na rígida sociedade de tradição vitoriana: um toque amigável nas costas durante uma visita a casa do casal. 
Maurice foi o penúltimo romance de Forster (o último seria Passagem para a Índia), pois Forster deixou de ser capaz de estar condicionado a descrever casais heterossexuais nas suas tramas.

## Adaptação
Maurice foi adaptado a filme por James Ivory em 1987.